# Гимназия № 9 (Мелитополь)
Мелитопольская гимназия № 9 — общеобразовательное учебное заведение в городе Мелитополь Запорожской области.

## История
Школа-комплекс № 9 с художественно-эстетическим направлением работы была создана в 1994 году.
В феврале 2004 года школа-комплекс стала учебно-воспитательным комплексом № 9.
В 2011 году учебно-воспитательный комплекс был преобразован в гимназию. Статус гимназии предполагал отсутствие начальной школы, и все учащиеся начального звена были переведены в школу № 7.
Один из корпусов гимназии был передан под детский сад, и в 2012 году в нём проводился капитальный ремонт.

## Специализация гимназии и внеклассная деятельность
Учебная программа гимназии имеет художественно-эстетический уклон. В гимназии имеются 6 творческих отделений (в том числе вокальное отделение, инструментальное, хореографическое, декоративно-прикладного искусства, театральное), на которых гимназисты обучаются параллельно с освоением основной школьной программы. Каждый выпускник гимназии вместе с аттестатом получают и документальное подтверждение об окончании одного из шести творческих отделений. При гимназии работают театр «Балаганчик» (руководитель Наталья Честнова-Туменко) и вокальный ансамбль «Спиваночки». Хоровые коллективы гимназии «Сонечко» и «Джерело» неоднократно становились лауреатами областных и Всеукраинских конкурсов.
В 5-9 классах гимназисты углублённо изучают природу и связанные с ней явления. При гимназии работает кружок «Юные друзья природы», на занятиях которого ученики рассаживают растения, поливают их, ставят научные опыты.
С 2007 года на базе гимназии работает специализированная казацкая школа «Джур» (укр. джура — оруженосец, ученик казака). Её воспитанники изучают историю Украины и казачества, строевую и огневую подготовку, православную культуру. Курс школы рассчитан на 5 лет.
При гимназии также организован музей козацкой славы.

## Достижения
Ученики гимназии побеждали на областных предметных олимпиадах и областных конкурсах-защитах научных работ Малой академии наук по математике, физике, иностранным языкам. Евгений Македонский стал призёром Всеукраинской олимпиады по математике.
Газета «У дев'яточку!», издаваемая гимназистами, побеждала в межрегиональных и Всеукраинских конкурсах юных журналистов.